# Meila
Meila ist ein Dorf in der Ortschaft Mochau der Großen Kreisstadt Döbeln im sächsischen Landkreis Mittelsachsen.

## Geographie
Meila liegt im äußersten Norden des Döbelner Stadtgebietes wenige hundert Meter südlich von Schweimnitz und nordwestlich von Beicha. Meila liegt auf rund 225 Meter.

## Geschichte
Meila wurde spätestens 1287 erstmals als Meila erwähnt. Spätere Nennungen sind Meila (1299), Scheswicz (1328), Scheczswicz, Scheczwicz (1334), Meyla (1370), Sczeschewicz, Czeschewicz (1378), Heinrich von der Meile (1411), Czeczewitz (1445), Czscheczewicz (1501), Zcetschitz, Zcetschietz (1547), Zscheitsch (1555), Meyla oder Zetzschwitz (1725), Meila, sonst Zetschwitz (1791) und Meila, Meilen (1819). Entsprechend seiner Lage gehörte der Ort zum castrum Meißen, dem Erbamt Meißen, dem Amt Meißen, dem Gerichtsamt Lommatzsch und der Amtshauptmannschaft Meißen. 1952 gehörte Meila zunächst zum Kreis Meißen, wurde aber zum 4. Dezember zum Kreis Döbeln umgegliedert. Bis nach der Wende gehörte der Ort dem Kreis bzw. dem Landkreis Döbeln an, bis dieser 2008 im Landkreis Mittelsachsen aufging. Für 1547 ist eine Zugehörigkeit zum Rittergut Hof belegt; 1696 gehörte der Ort zum Rittergut Graupzig und 1764 zum Rittergut Gödelitz.
Die selbständige Landgemeinde wurde 1935 nach Beicha eingemeindet und gehörte entsprechend seit 1996 zu Mochau, bis diese Gemeinde in Döbeln aufging. Meila ist heute ein offizieller Teil der Ortschaft Mochau.
| Jahr          | 1547                         | 1764                                   | 1834 | 1871 | 1890 | 191 | 1925 |
| ------------- | ---------------------------- | -------------------------------------- | ---- | ---- | ---- | --- | ---- |
| Einwohnerzahl | 2 besessene Mann, 4 Inwohner | 2 besessene Mann, 4 Gärtner, 5 Häusler | 90   | 95   | 110  | 83  | 113  |

1925 waren alle Einwohner Lutheraner.

## Belege
1. ↑  Meila – HOV | ISGV. Abgerufen am 7. Januar 2024.
2. ↑  Große Kreisstadt Döbeln: Hauptsatzung der Großen Kreisstadt Döbeln. 13. Dezember 2019, abgerufen am 7. Januar 2024.